# Suvorove, Bahciîsarai
Suvorove (în ucraineană Суворове) este un sat în comuna Tinîste din raionul Bahciîsarai, Republica Autonomă Crimeea, Ucraina.

## Demografie
Componența lingvistică a localității Suvorove
     Rusă (74,61%)
     Tătară crimeeană (19%)
     Ucraineană (6,22%)
Conform recensământului din 2001, majoritatea populației localității Suvorove era vorbitoare de rusă (74,61%), existând în minoritate și vorbitori de tătară crimeeană (19%) și ucraineană (6,22%).